# Regla dels terços

Aquesta fotografia il·lustra els principis seguits amb la regla dels terços.

En fotografia, la regla dels terços divideix una imatge en nou parts iguals. Aquestes es divideixen per dues línies imaginàries iguals, dues de forma horitzontal i dues més de forma vertical. Els quatre punts formats per les interseccions d'aquestes línies poden ser utilitzats per efectes d'alineació en fotografia.

## Punts d'intersecció
Els fotògrafs i pintors solen utilitzar els quatre punts d'intersecció per ubicar-hi el centre d'atenció de la composició i així crear una imatge estèticament agradable i equilibrada. Normalment, el punt d'atenció o el subjecte principal es col·loca en qualsevol dels quatre punts i si existís un segon punt d'atenció, aquest es posaria al costat oposat diagonalment, és a dir, el punt oposat.

## Llei de l'horitzó
També cal tenir en compte la llei de l'horitzó si es treballa amb paisatges. Pel que fa a aquesta llei, es diu que s'ha de col·locar l'horitzó a la línia inferior, a 1/3 per donar prioritat al cel o a la línia horitzontal superior, a 2/3 per donar-li prioritat a la terra. Aquesta llei també s'aplica a fotografies tipus "landscape" o retrats.
Alinear les fotografies d'acord amb aquesta llei genera més tensió, energia i interès a la fotografia, que simplement centrar l'objectiu.